# William Henry Edwards
William Henry Edwards (ur. 15 marca 1822 w Hunter, Hrabstwo Greene, zm. 4 kwietnia 1909 w Coalburgh w Zachodniej Wirginii) − amerykański entomolog.

## Życiorys
Edwards urodził się w 1822 w Hunter w hrabstwie Greene w stanie Nowy Jork. Zyskał sławę dzięki publikacji w 1847 opisu swojej podróży nad Amazonkę − A Voyage Up the River Amazon, with a residency at Pará. Podróż miała miejsce rok wcześniej, tzn. w 1846. Książka ta zainspirowała Alfreda Russela Wallace'a i Henry'ego Waltera Batesa do odbycia podobnej podróży w 1848.
Entomolog jest też autorem pierwszego dzieła poważnego dzieła dotyczącego motyli Ameryki Północnej (The Butterflies of North America, ukończona w 1897).
Korespondował z Darwinem. Był korespondentem podczas wojny secesyjnej. Zmarł 4 kwietnia 1909 w Coalburgh w Zachodniej Wirginii.

## Dzieła
- A Voyage up the River Amazon, 1847
- The Butterflies of North America, 1868-1897
- Synopsis of North American Butterflies, 1872
- Revised Catalogue of the Diurnal Lepidoptera of America North of Mexico, 1884